# Pietro del Massaio

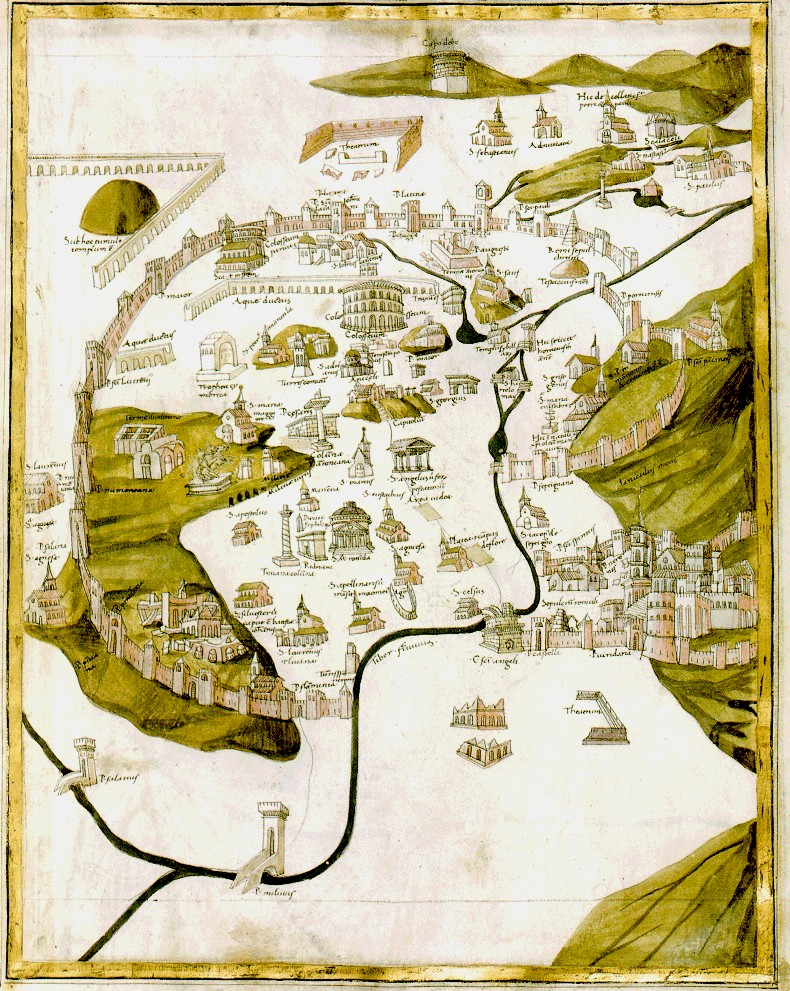
1471, Pianta di Roma di Pietro del Massaio

Pietro del Massaio (Firenze, 1420 – Firenze, 1480 circa) è stato un pittore, cartografo e miniatore italiano.

## Biografia
Pietro del Massaio, figlio di Jacopo, lavorò nella bottega di Vespasiano da Bisticci. Collaborò alla rifinitura dei pannelli dell'Armadio degli Argenti, dipinti a tempera da Beato Angelico fra il 1451 e il 1453. Oggi le tavole superstiti sono conservate al Museo nazionale di San Marco, a Firenze.

### LaPianta di Roma
Due sono le Piante di Roma, miniate da Pietro del Massaio e conservate in codici della Biblioteca Apostolica Vaticana. 
La più antica, del 1469, è una delle illustrazioni degli otto libri della Geografia di Claudio Tolomeo. Il codice contiene la versione, dal greco in latino, fatta nel 1409 dal fiorentino Jacopo di Angelo di Scarperia. La raffigurazione di Roma è obbliquo-verticale, panoramica e l'orografia è marcata in marrone. L'orientamento è con il nord in basso. Da notare il toponimo Casus Simonis, marcante il luogo che si collega alla leggenda romana di Simon Mago.
La Pianta di Roma, miniata nel 1471-1472 è in un secondo codice tolemaico e rappresenta la città sempre in modo schematico, evidenziando le mura, il corso del Tevere e gli edifici principali. L'orientamento è sempre con il nord in basso e il Vaticano a destra, secondo i modelli iconografici trecenteschi. La rappresentazione sembra ripresa dal vero, dalla cima di Monte Mario, cioè dall'altura che si trova a destra della chiesa del Rosario. Nella pianta si distinguono il Colosseo, la Colonna Traiana, il Pantheon, la Torre delle Milizie, le Terme di Diocleziano, la Piramide Cestia, la Meta Romuli, le Mura Aureliane, le Mura leonine intorno al Vaticano, Ponte Milvio e la basilica di Santa Croce in Gerusalemme, la basilica di Santa Maria Maggiore e la basilica di San Giovanni in Laterano. Addossato alle Mura leonine si vede il torrione di Niccolò V, ultimato nel 1454.

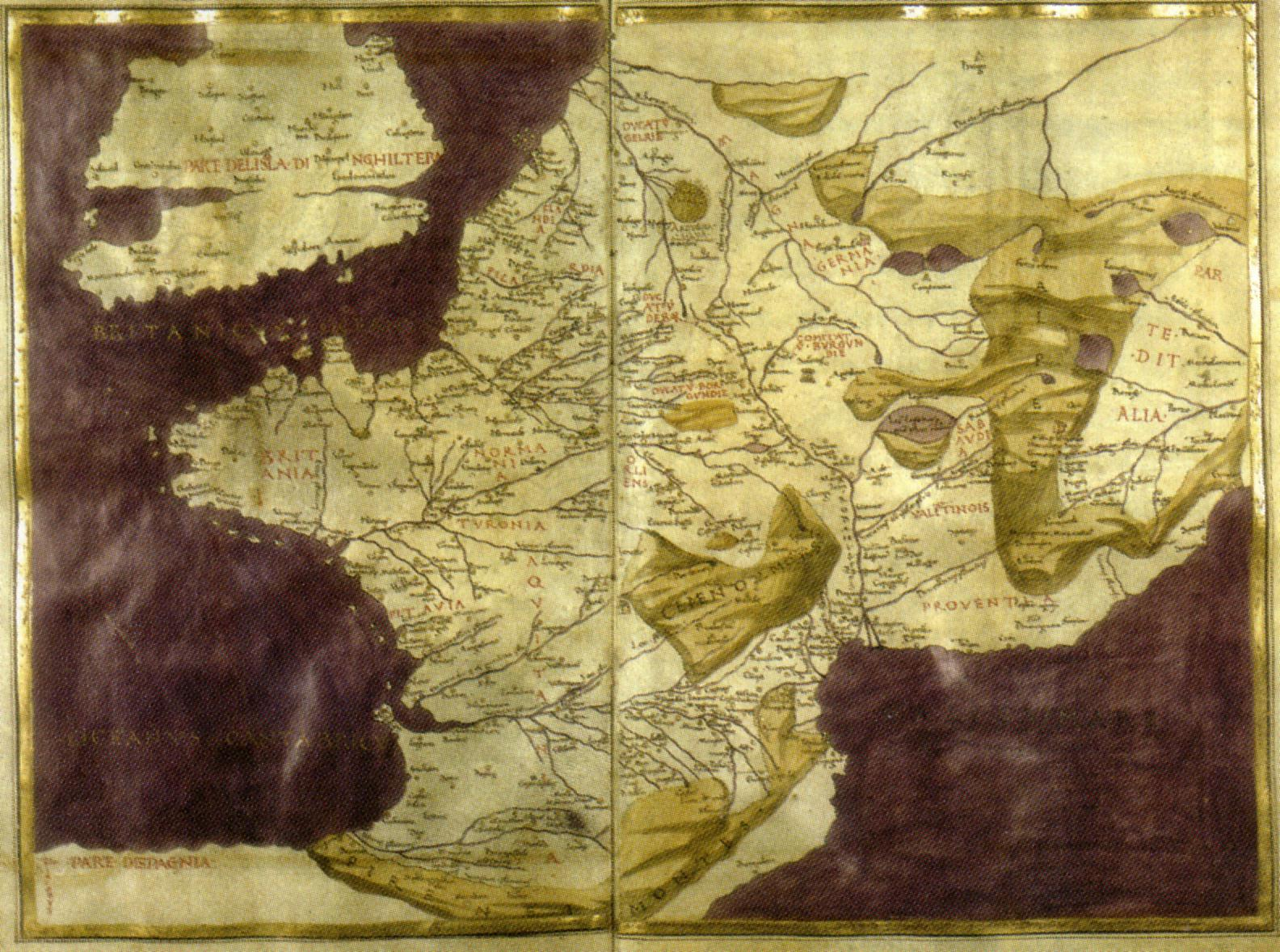
Carta moderna della Francia di Pietro del Massaio

Una terza Pianta di Roma si trova nel codice manoscritto parigino, conservato alla Biblioteca nazionale di Francia, in cui il nome del miniatore appare al foglio 123r: Petrus Massarius Florentinus. Questo terzo codice della Geografia di Tolomeo fu ordinato da Alfonso I di Napoli - il cui stemma è al foglio 1 - e fu portato a Parigi da Enrico II di Francia. L'amanuense è Hugues Hugues Commineau. La datazione potrebbe essere post 1475, perché si vede il Ponte Sisto che fu inaugurato proprio quell'anno.

### LaPianta di Firenze
La Pianta di Firenze disegnata da Piero del Massaio nel 1469 (compresa nel Codice Vaticano latino 5699), ha inaugurato la cartografia di questa città che vi è rappresentata entro la sua cinta muraria. La miniatura è tra quelle che ornano il manoscritto che contiene la traduzione latina del testo greco della Geografia di Claudio Tolomeo, fatta nel 1409 da Jacopo di Angelo di Scarperia e dedicata al papa Alessandro V. Questo codice tolemaico fu scritto a Firenze dall'amanuense francese Ugo Comminelli (o Hugues Commineau) e decorato da Pietro del Massaio. Nella prima miniatura, al foglio 2r, si vede Jacopo di Angelo di Scarperia che offre al papa un manoscritto contenente la sua traduzione.

### LaCarta della Francia
Una Carta moderna della Francia, miniata da Pietro del Massaio, è compresa nel codice della Geografia di Tolomeo, scritto dall'amanuense Hugues Commineau intorno al 1470-1480 e che si conserva a Parigi, alla Biblioteca nazionale di Francia.